# São Julião de Palácios
São Julião de Palácios is een plaats (freguesia) in de Portugese gemeente Bragança en telt 283 inwoners (2001).